# راشل اسمیت (ژیمناست)
راشل اسمیت (ژیمناست) (به انگلیسی: Rachel Smith (gymnast)) ژیمناست زادهٔ ۱ مارس ۱۹۹۳ میلادی اهل کشور بریتانیا است.